# Инвреа, Лука-Мария
Лука-Мария Инвреа (итал. Luca Maria Invrea; Генуя, 1624 — Генуя, 1693) — дож Генуэзской республики.

## Биография
Родился в Генуе в 1624 году с семье Томмазо Инвреа и Паолы Марии Раджи. Получил образование в области юриспруденции, но также увлекался литературой и поэзией, сочинял сонеты и стихи.
В молодости занимался юридической практикой, служил в Банке Сан-Джорджо. Затем вступил в должность губернатора Савоны. Здесь он, в частности, встречал кардинала Антонио Барберини (племянника папы Урбана VIII), который ехал во Францию после назначения на пост архиепископа Реймса (1657).
Был избран дожем 13 августа 1681 года, 126-м в истории Генуи, став одновременно королём Корсики. Был коронован архиепископом Генуи Джулио Винченцо Джентиле, что было возрождением исторической традиции, прерванной при предшественниках Инвреа, ссорившихся с предыдущим архиепископом Джамбаттистой Спинола.
Его правление прошло мирно и спокойно. Как и его предшественники, Инвреа пытался устранить растущую напряженность в отношениях с Людовиком XIV, которая достигла пика в 1684 году, когда французский флот обстрелял Геную. Его мандат завершился 13 августа 1683 года, после чего он продолжил служить Республике на различных постах, в том числе был назначен пожизненным прокурором.
Умер в Генуе в 1692 году, был похоронен в базилике Сан-Сиро.

### Личная жизнь
От брака с Джеронимой Казелла имел единственную дочь Паолу Марию, которая была замужем за Агостино Адорно.